# Stellifer walkeri
Stellifer walkeri is een  straalvinnige vissensoort uit de familie van ombervissen (Sciaenidae). De wetenschappelijke naam van de soort is voor het eerst geldig gepubliceerd in 2001 door Chao.
De soort staat op de Rode Lijst van de IUCN als Onzeker, beoordelingsjaar 2007.